# 范明友
范 明友（はん めいゆう、? - 紀元前66年）は、前漢の人。隴西郡の人。大将軍霍光の娘婿。

## 略歴
羌騎校尉となって羌を率いて益州の反乱平定、武都の氐の反乱平定などに参加した。
元鳳3年（紀元前78年）、大将軍霍光は匈奴が烏桓を攻めようとするところを要撃しようとした。護軍都尉趙充国は反対したが中郎将范明友は賛成したため、范明友が度遼将軍・衛尉に任命されて遼東に出撃した。匈奴は漢が兵を出したことを聞いて退却していたが、霍光は匈奴が退いていたら烏桓を撃てと命じていたため、匈奴の攻撃で疲弊していた烏桓を攻めて6,000あまりの首級と王3人の首を取った。
元鳳4年（紀元前77年）に帰還すると、その功績で平陵侯に封じられた。元鳳6年（紀元前75年）には烏桓が辺境を侵犯したので再度度遼将軍范明友が出撃した。
元平元年（紀元前74年）、昭帝が死亡し昌邑王劉賀が皇帝に即位するが、淫乱の行いがあることを理由に昌邑王の廃位を求める上奏文に名を連ねた。宣帝即位後、本始元年（紀元前73年）に昌邑王の廃位と宣帝即位に賛同した功績で加増された。
本始2年（紀元前72年）、東方での攻勢を阻まれた匈奴は西方へ進出して烏孫を攻め、烏孫より救援の要請があった。そこで御史大夫田広明・後将軍趙充国・雲中太守田順・前将軍韓増及び度遼将軍范明友が合計15万の騎兵を率いて匈奴を討った。
地節2年（紀元前68年）に大将軍霍光が死亡すると息子の霍禹を始め霍光縁故の者の権勢は衰え、霍光の娘婿であった范明友も地節3年に度遼将軍・衛尉から将軍の印綬を没収され光禄勲に遷された。
地節4年（紀元前66年）、追い詰められた霍禹らは反乱を企み、范明友は皇太后の命を承けて丞相魏相や宣帝の許皇后の父の平恩侯許広漢を斬る手はずであったが、実行前に発覚したため范明友は自殺した。